# Египетско-израильский мирный договор
Египетско-израильский мирный договор 1979 года (араб. معاهدة السلام المصرية الإسرائيلية‎, ивр. הסכם השלום בין ישראל למצרים‎) подписан 26 марта 1979 года в Вашингтоне (США) на основе Кэмп-Дэвидских соглашений. Договор подписали президент Арабской Республики Египет Анвар Садат и премьер-министр Государства Израиль Менахем Бегин в присутствии президента США Джимми Картера.

## Предыстория
Египет и Израиль находились в состоянии войны с момента провозглашения Израилем независимости в 1948 году. За 30 следующих лет военные действия то принимали активный характер (арабо-израильская война 1948—1949 годов, Суэцкий кризис, Шестидневная война, Война на истощение, война Судного дня), то сменялись перемириями.
После вступления в 1976 году на пост президента США Джимми Картер предпринял активные действия в направлении достижения урегулирования на Ближнем Востоке, за год встретившись с лидерами Египта, Иордании, Сирии и Израиля. В 1977 году президент Египта Анвар Садат публично объявил о своём намерении посетить Израиль и обратиться к кнессету с предложением мира. Неожиданная инициатива Садата сподвигла израильскую сторону на ответный шаг, и вскоре египетский президент получил через посла США в Египте официальное приглашение в кнессет. Всего через десять дней после своего первого заявления Садат прибыл с трёхдневным визитом в Израиль, став первым лидером арабского государства, посетившим эту страну. Через несколько дней в Египет были впервые допущены израильские журналисты.
В первой половине сентября 1978 года Садат и премьер-министр Израиля Менахем Бегин собрались для ведения переговоров в Кэмп-Дэвиде — загородной резиденции президента США. В итоге этих переговоров были подписаны Кэмп-Дэвидские соглашения — два документа, «Принципы для подписания мирного договора между Египтом и Израилем» и «Принципы мира на Ближнем Востоке», целью которых было послужить основой для будущего мирного договора.

## Мирный договор
Мирный договор между Египтом и Израилем был подписан в Вашингтоне 26 марта 1979 года. Документ подписали Бегин и Садат в присутствии Картера в качестве свидетеля. В договоре, провозглашавшем стремление сторон покончить с состоянием войны и приверженность сформулированным в 1978 году «Принципам мира на Ближнем Востоке», другие арабские страны приглашались присоединиться к мирному процессу.
Согласно договору, война между Египтом и Израилем заканчивалась, а Израиль обязался вывести все войска и гражданское население с Синайского полуострова за черту международной границы между Египтом и мандатной Палестиной, которая становилась и новой международной границей между Египтом и Израилем (без учёта статуса Сектора Газа). После первого этапа отвода войск к линии Эль-Ариш—Рас-Мохаммед (полный вывод войск и поселений должен был завершиться не позднее чем через три года) стороны должны были установить нормальные добрососедские отношения, включающие обоюдное признание суверенитета, территориальной целостности и политической независимости. Стороны обязались препятствовать ведению боевых действий друг против друга со своей территории, действие любых экономических бойкотов аннулировалось и устанавливались дипломатические, экономические и культурные связи в полном объёме.
Договор предусматривал размещение в заранее оговоренных зонах с обеих сторон границы миротворческих сил ООН и отказ от права требовать вывода этих сил. В соответствии с договором:
- в западной «зоне А» Египет мог разместить пехотную механизированную дивизию численностью 22 тысячи солдат;
- в «зоне В» Египту разрешалось держать до четырёх батальонов для поддержки гражданской полиции;
- «зона С» предназначалась только для миротворческих сил ООН и полиции. Международные силы и наблюдатели состоят из трех батальонов пехоты и нескольких батальонов поддержки, включая подразделение, патрулирующее берег, и подразделение авиации на двух основных базах и 30 мелких. В зоне С разрешалось присутствие легковооружённых сил египетской гражданской полиции и гражданской береговой охраны[1] ;
- в «зоне D» Израиль имел право держать четыре батальона пехоты.

В том случае, если Египет заинтересован во введении дополнительных частей, соглашения обязывают Каир запросить разрешение у Израиля. Ввод Египтом войск в «зону С» без разрешения Израиля, создает casus belli.
Израильские суда получали право свободного прохода через Суэцкий канал в соответствии с Константинопольской конвенцией 1888 года, а Тиранский пролив признавался международными водами, открытыми для прохода судов любой страны. Израиль получал право участвовать в торгах на право покупки египетской нефти наравне с другими странами, при этом США продлевали ранее заключённые с Израилем соглашения об обеспечении экстренных поставок нефти по рыночным ценам.

## Международная реакция
Соединённые Штаты Америки, выступившие спонсором мирного договора, обязались со своей стороны способствовать его выполнению Египтом. За один только 1979 год суммарная экономическая помощь Израилю и Египту составила 7,3 миллиарда долларов. С этого момента Египет ежегодно получал американскую военную помощь на сумму, превышающую 1,3 миллиарда долларов, а общая стоимость помощи, которую Агентство США по международному развитию с тех пор оказало Египту в развитии инфраструктуры, сельского хозяйства и здравоохранения, превышает 28 миллиардов долларов. Сотни миллионов долларов были с 1986 по 2008 год потрачены на помощь египетскому частному сектору в импорте американских товаров.
Европейские страны также приветствовали подписание договора, хотя и с оговорками. В заявлении девяти стран-членов Европейского сообщества содержались как похвалы в адрес Садата и Бегина, так и мнение о том, что урегулирование на Ближнем Востоке возможно только после предоставления национального дома палестинцам.

В то же время реакция в арабских странах была резко отрицательной. В Кувейте было атаковано посольство Египта, на Западном берегу Иордана началась общая забастовка. Даже обычно умеренный иорданский король Хусейн присоединился к лидерам Сирии и Ирака в заявлении о созыве саммита противников договора. К фронту отказа присоединилась и Саудовская Аравия, на поддержку проамериканских правителей которой рассчитывал Садат, а в Лиге арабских государств встал вопрос о показательном исключении Египта, традиционно претендующего на роль лидера арабской нации, из её рядов. Ясир Арафат, выступая в Бейруте, обвинил Садата в предательстве египетского народа и выразил уверенность в том, что от него рано или поздно избавятся. Он заявил своим сторонникам: 
Пусть подписывают что хотят. Лживый мир долго не продержится.
При этом духовная академия Аль-Азхар в Каире издала постановление, одобряющее заключение мира с Израилем. В постановлении говорилось, что мир заключён в рамках мусульманского права, с позиции силы после победы в войне 1973 года и отвечает интересам мусульман, так как возвращает им их земли.
Советский Союз, как и арабские страны, расценил «кэмп-дэвидский сговор» крайне отрицательно, рассматривая его как неравноценную подмену международных переговоров по ближневосточному урегулированию. Москва была также обеспокоена, что сепаратное соглашение при поддержке США ослабляет позиции СССР как посредника на Ближнем Востоке. Отрицание сепаратного соглашения и поддержка позиции его наиболее решительных противников в арабском мире была озвучена в октябре 1978 года в совместном советско-сирийском коммюнике.

## Реализация договора
Постепенно эйфория в Египте, вызванная подписанием мира, угасла из-за того, что экономические преимущества, полученные в его результате, широкими массами ощущались мало, а палестинский вопрос, занимавший центральное место в предшествовавших договору «Принципах мира на Ближнем Востоке», оставался нерешённым. Садат подвергался жёсткой критике египетских социалистов и панарабистов, обвинявших его в предательстве арабской нации, а также исламских фундаменталистов, выступавших с требованием продолжения джихада против еврейского государства. В конце концов в 1981 году Садат был убит мусульманскими экстремистами.
Тем не менее нормализация между Израилем и Египтом стала фактом. В феврале 1980 года, после окончания первого этапа передислокации израильских войск на Синайском полуострове, государства обменялись послами, а в марте открылось регулярное воздушное сообщение. Со временем начались также поставки египетской сырой нефти в Израиль, а израильский туризм в Синае продолжился и после окончания вывода войск и поселений.
Усилиями преемника Садата Хосни Мубарака Египет вернул себе утраченные позиции в арабском мире, чему способствовали египетские поставки оружия Ираку в ходе ирано-иракской войны и роль египетских дипломатов в разрешении ливанского кризиса. Маневрируя между крайними националистами и фундаменталистами, с одной стороны, и американскими ожиданиями — с другой, он стал одной из ключевых фигур в движении к многостороннему миру на Ближнем Востоке в начале 1990-х годов, после первой войны в Заливе. После смерти в 2000 году короля Иордании Хусейна и короля Марокко Хасана II Мубарак оказался главным посредником между Израилем и арабским миром.
Несмотря на наличие дипломатических и экономических связей, мир между Египтом и Израилем в целом остаётся «холодным». Общественное мнение в Египте в основном антиизраильское, Израиль рассматривается как виновник продолжающихся страданий палестинцев, которым, как считают в Египте, он обязался предоставить самоуправление ещё в рамках подписанных в 1978 году «Принципов мира на Ближнем Востоке», и правительство Египта в прошлом было вынуждено искусственно гасить эти настроения, ограничивая свободу слова в стране. С другой стороны, антиизраильские настроения подогревались недружелюбной по отношению к Израилю риторикой государственных чиновников и позицией, занятой египетскими средствами массовой информации (одним из примеров может служить решение о показе государственным телеканалом сериала «Всадник без коня», рассматривающего сионизм, декларацию Бальфура и британский мандат в Палестине в контексте «Протоколов сионских мудрецов»).
Во время революции 2011 года гибель пяти египетских солдат в пограничной стычке в процессе преследования израильскими силами палестинских боевиков привела к штурму израильского посольства в Каире разъярённой толпой.
«Братья-мусульмане», наиболее влиятельное исламское движение в Египте, в феврале 2012 года выступили с предупреждением в адрес США, согласно которому в случае урезания американской помощи Египту из-за нарушений правящим режимом прав человека условия мира с Израилем будут пересмотрены. Позже, когда лидер «Братьев-мусульман» Мухаммед Мурси выиграл президентские выборы 2012 года, средства массовой информации со ссылкой на иранское новостное агентство «Фарс» сообщили, что новый президент выразил намерение пересмотреть мирный договор с Израилем. Вскоре, однако, в официальном коммюнике факт интервью Мурси иранскому агентству был опровергнут, а в своём первом официальном выступлении новоизбранный президент Египта пообещал, что его страна будет уважать все соглашения и международные обязательства.